# 耳状楼梯草
耳状楼梯草（学名：Elatostema auriculatum）为荨麻科楼梯草属的植物，是中国的特有植物。分布在中国大陆的云南、西藏等地，生长于海拔850米至2,200米的地区，多生长于山地常绿阔叶林中，目前尚未由人工引种栽培。

## 异名
- Elatostema auriculatum W. T. Wang var. strigosum W. T. Wang